# Karen Gedenk
Karen Gedenk ist eine deutsche Ökonomin und Professorin für Betriebswirtschaftslehre (BWL). Sie ist Inhaberin des Lehrstuhls für Marketing & Pricing an der Fakultät für Betriebswirtschaft der Universität Hamburg.

## Leben
Karen Gedenk promovierte 1994 in Kiel. Der Titel ihrer Dissertation lautete Strategie-orientierte Steuerung von Geschäftsführern.
Anschließend war sie an der  Johann Wolfgang Goethe-Universität Frankfurt am Main, der Johann Wolfgang Goethe-Universität Frankfurt am Main und der Universität zu Köln beschäftigt.
Seit dem Sommersemester 2010 ist Karen Gedenk Lehrstuhlinhaberin für Marketing & Pricing an der Universität Hamburg.

## Forschungsschwerpunkte
Methodisch liegt ihr Forschungsschwerpunkt bei empirischen Untersuchungen von Marketinginstrumenten. Deren Wirkung solle einer Quantifizierung zugeführt werden und ihren Ausdruck in Geldeinheiten ermöglichen. Das Ziel sei demnach „ein Marketing in Euro“. Die empirischen Ergebnisse sollen anschließend der Entwicklung von Technologien für die Entscheidungsunterstützung dienen.
Inhaltlich forscht Karen Gedenk insbesondere an Marketing & Pricing-Themen. Weitere Schwerpunkte sind Verkaufsförderung, Preispolitik und Marktforschung.

## Schriften (Auswahl)
- Strategie-orientierte Steuerung von Geschäftsführern (= Neue betriebswirtschaftliche Forschung. Band 141). Gabler Verlag, Wiesbaden 1994, ISBN 3-409-13184-1 (Zugleich: Universität Kiel, Dissertation, 1994).
- Verkaufsförderung (= Vahlens Handbücher der Wirtschafts- und Sozialwissenschaften). Vahlen, München 2002, ISBN 3-8006-2763-9.